# Romolo Venucci
Romolo Venucci (Wnoucsek) (Rijeka, 4. veljače 1903. – Rijeka, 2. kolovoza 1976.) hrvatski slikar, kipar i likovni pedagog iz redova talijanske nacionalne manjine. Smatra se najvećim riječkim likovnim umjetnikom 20. stoljeća.
Njegov je slikarski opus moguće sustavno pratiti kroz razdoblja postimpresionizma, ekspresionizma, kubizma, arhitektonskog impresionizma, geometrijske apstrakcije i figurativnog slikarstva.

## Životopis
Bio je češkog, mađarskog i slovenskog podrijetla. Krajem 19. stoljeća njegov otac Antal Wnoucsek iz rodnog Pečuha seli u Rijeku, gdje ženi Annu Mariju Rostand, djevojku franko-slovenskog porijekla. Obitelj živi u gradskoj četvrti Mlaka u skromnim uvjetima, a otac radi kao vratar u Ljuštionici riže. Šestero se djece (Elena, blizanci Romolo i Remo, Wilma, Galatea i Abdon) od malih nogu asimilira u Fiumane (riječke Talijane) („Osjećam se Talijanom oduvijek, od kada rasuđujem“ piše Romolo u pismu upućenom talijanskom veleposlanstvu u Budimpešti). Kako su i roditelji naklonjeni talijanskoj kulturi koja ih okružuje, osim mađarskog i njemačkog, kod kuće govore i fiumanski dijalekt. Dom Wnoucsekovih odiše umjetnošću: otac i djeca sviraju svi po nekoliko instrumenata pa u njihovoj kući nisu rijetki koncerti u kojima sudjeluju i prijatelji, a majka svakom novorođenom djetetu posvećuje tankoćutne stihove.
Nakon završena osnovnoga i srednjeg obrazovanja (na mađarskom), Romolo odlazi u Budimpeštu gdje upisuje Kraljevsku akademiju lijepih umjetnosti, tada jednu od najmodernijih u Europi. Po završetku studija vraća se u rodni grad, koji je u međuvremenu postao dio Kraljevine Italije. Izvodi tada više javnih radova: dva dekorativna panoa u duhu futurizma za Riječki velesajam (1928.), zidne slike i dekoracije u atriju Gornje kapucinske crkve (1929.), dva anđela u visokom reljefu za glavno pročelje Zavjetne crkve na Kozali (1933.) i zidne kompozicije u „Rajonskom domu“ na Kozali (danas nepostojeće). Među najboljim njegovim radovima iz tog doba smatraju se crteži ugljenom na temu ljudske figure i kubokonstruktivističke slike, koje javnost teže prihvaća („Došao sam iskvariti ukus svojih sugrađana“ izjavljuje tada umjetnik). 
Godine 1935. mijenja prezime u Venucci, a 1938. ženi se Sušačankom Margaretom Kuss te se nastanjuje u vrlo skromnom stanu na usponu Kalvarija.
Neke od njegovih skulptura kao što su "La forza della volontà" iz 1933/34. su Udruge antifašista okarakterizirale kao "grubi primjer fašističke umjetnosti"
Nakon rata Venucci svjedoči duboku povezanost s rodnim krajem, od kojeg se ni u najtežim uvjetima poratnog života i opstanka u novoj Jugoslaviji ne može odvojiti, čak ni za velikog egzodusa riječkog stanovništva četrdesetih i pedesetih godina.
Godine 1946. Venucci je zajedno s Jakovom Smokvinom, Vinkom Matkovićem i Vilimom Svečnjakom osnivačem gradske podružnice Udruženja likovnih umjetnika Hrvatske, današnjeg Hrvatskog društva likovnih umjetnika Rijeke.
Godine 1947., nakon rada u jednom osiguravajućem društvu i u Građevnom projektnom uredu, ulazi u školski svijet, gdje će ostati do umirovljenja 1971. Predaje crtanje, deskriptivnu geometriju i povijest umjetnosti u Talijanskoj gimnaziji, crtanje u Učiteljskoj školi i dvjema talijanskim osnovnim školama Gelsi i Belvedere. Godine 1963. utemeljuje Tečaj crtanja i slikarstva u Circolu (Zajednici Talijana), koji od 1986. nosi njegovo ime.
Godine 1971. u Pomorskom i povijesnom muzeju Hrvatskoga primorja priređuje jednu od rijetkih samostalnih izložbi izlažući ulja i akvarele na temu Staroga grada. 1972. dobiva Nagradu grada Rijeke kojoj slijedi i dobivanje većeg stana, na području Kozale. 1976. za sliku „Arlecchino“ dobiva Prvu nagradu na Natječaju umjetnosti i kulture „Istria Nobilissima“.
Preminuo je 2. kolovoza 1976. i počiva na groblju Kozala.
Godine 1989. supruga pokojnog slikara poklonila je tadašnjoj Modernoj galeriji zbirku od 87 radova (48 ulja, 37 crteža i 2 skulpture), koja predstavlja presjek njegovog životnog djela. Potaknut tom donacijom i željom za afirmacijom riječkog identiteta arhitekt Vladi Bralić sačinio je prijedlog za osnivanje gradske galerije koja bi doprinijela kulturnoj spoznaji o sadržajnom smislu, te logici i ljepoti zaokruženog opusa Romola Venuccija. Temeljem tog prijedloga Venuccijeva galerija trebala je biti uređena u sklopu zgrade na adresi Korzu 26 u Rijeci. Prijedlog za osnivanje galerije bio je izložen na riječkoj izložbi Interpretacije 1989. godine kojom je Moderna galerija Rijeka (danas Muzej moderne i suvremene umjetnosti Rijeka) obilježila 40 godina djelovanja, a potom i na izložbi u Marseillesu 1990. godine (Biennale des jeunes createurs d'Europe de la Mediterranee - projets culturels). No, usrpkos tomu što je iste godine prijedlog za osnivanjem galerije bio nagrađen na 25. Zagrebačkom salonu lijepih umjetnosti u Zagrebu, sve do danas nije došlo do realizacije te zamisli.

## Umjetničko djelovanje
Nakon prve postimpresionističke faze (Kantrida, 1922.), njegove se slike odlikuju ekspresionističkom dramatikom (Portret mladića, 1927.). U razdoblju 1929. – 35. u svojim je slikama ostvario sintezu futurizma i kubokonstruktivizma (Dekomponirani akt, 1927.; Figura, 1930; Portret Francesca Dreniga, 1931.), što je primijenio i na tri skulpture (Kupačica, 1932.; Snaga volje, 1933.; Ženski akt). 
U djelima do 1960. ostao je vjeran ekspresionističkoj paleti i konstruktivistički modeliranoj formi. U razdoblju 1960. – 70. slika apstraktne kompozicije (Muzička kompozicija, 1963.; Apstraktna kompozicija, 1968.) i ciklus Gromače. God. 1970. – 76. slika na način ekspresivnoga realizma motive iz Rijeke i Sušaka te luke i brodove. 
Bavio se likovnom pedagogijom, ilustracijom, restauriranjem slika i grafičkim oblikovanjem.  Izlagao je od 1927., a samostalno u Rijeci (1944., 1957., 1971., 1993.) i Vareseu (1965.).  Svirao je tri instrumenta, a posebice je bio izvrstan violinist.
Djela nastala između 1927. i 1935. vjerojatno tvore najvrijedniju od svih faza u njegovu opusu.
Venuccijevi crteži ugljenom od 1927. kreću ka ekspresivnosti linije, gestualnosti poteza, redukciji detalja, oblika i boje u slikama ili koloriranim crtežima. Stremeći sve više pojednostavljenju forme, pojačavao je oštrinu linije, umnožavao paralelno crtovlje naglašavajući time zatamnjenja, udubine i sjene, granice volumena, oblikujući novu realnost i prostor tamnijim i svjetlijim nedefiniranim plohama. Crtež je vremenom postao čvršći, a tema sve manje važna iako još uvijek prepoznatljiva: autoportreti, portreti ili ženski aktovi (stojeći, sjedeći ili ležeći). Nedefiniranih portretiranih osobina, ti se ljudski likovi često pretvaraju u jedini cilj crteža: linearno oblikovanje i definiranje volumena, koji se razvijaju u dva smjera: na kristalično, oštrokutno mrvljenje, razbijanje, lomljenje volumena u manje dijelove čime se približava specifično izlomljenom crtežu talijanskih futurista; ka integraciji, sažimanju i zaobljavanju volumena i oblika ljudskog lika i predmeta, odbacujući detalje i svodeći sav prikazan sadržaj na embrionalne sažete forme.
1970-ih Venucci je naslikao sliku Croatia cruciata. Restaurirao ju je Željko Šegović. Na župni blagdan 24. svibnja 2019. uz procesiju i svetu misu blagoslovljena je trajno postavljena u sakristiji u župnoj crkvi Marije Pomoćnice na Knežiji u Zagrebu.

## Vanjske poveznice
- Kultura.hr  Arhivirana inačica izvorne stranice od 31. listopada 2009. (Wayback Machine) Zbirka Romolo Venucci Hrvatska kulturna baština - Nacionalni program digitalizacije online - Ministarstvo kulture
- Hrvatska znanstvena bibliografija Lovorka Magaš: Romolo Venucci. Riječki doprinos hrvatskoj avangardi